# La Tremblade
La Tremblade är en kommun i departementet Charente-Maritime i regionen Nouvelle-Aquitaine i västra Frankrike. Kommunen ligger  i kantonen La Tremblade som ligger i arrondissementet Rochefort. År 2022 hade La Tremblade 4 543 invånare.

## Befolkningsutveckling
Antalet invånare i kommunen La Tremblade
Referens:INSEE

## Galleri

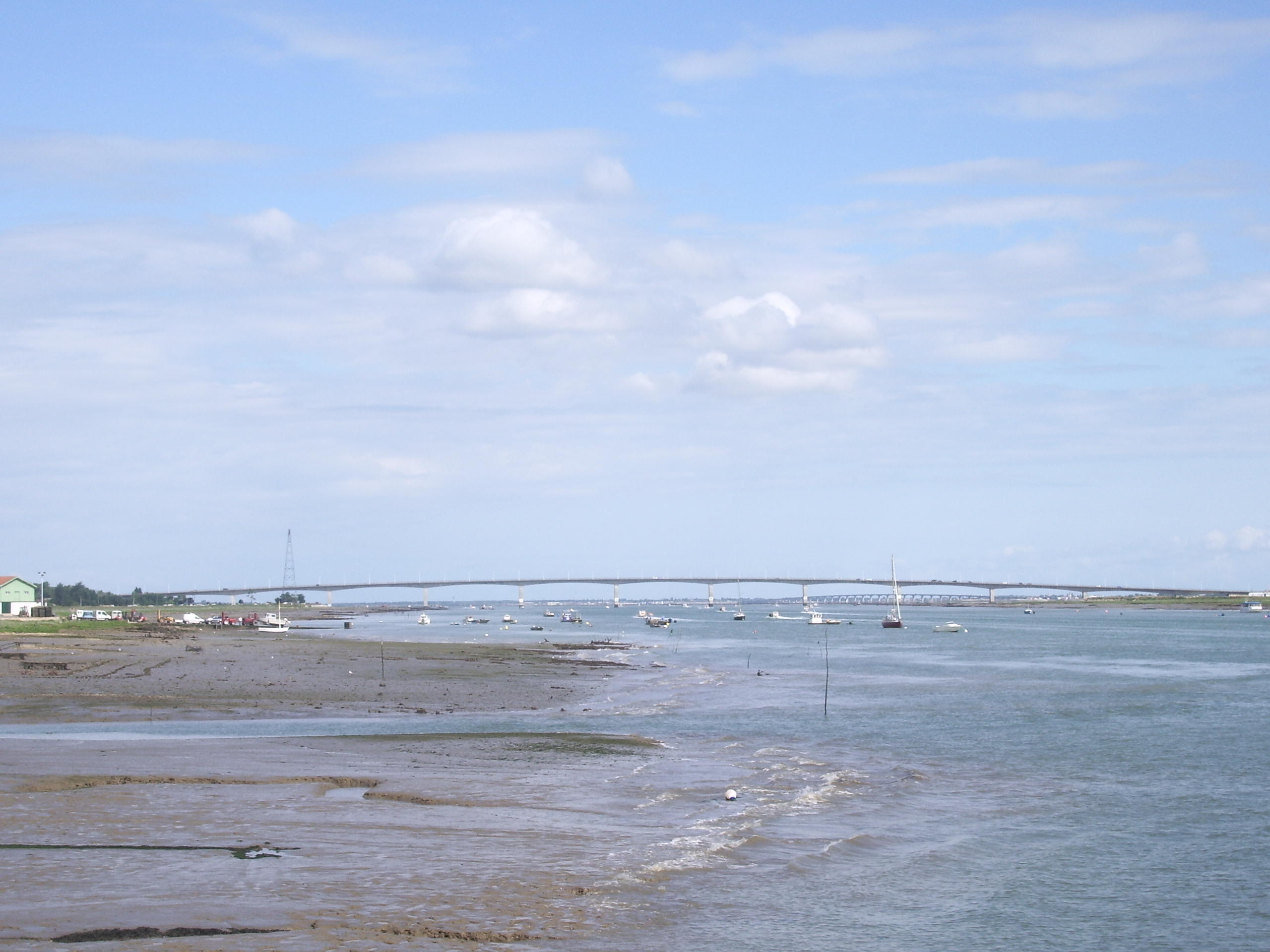
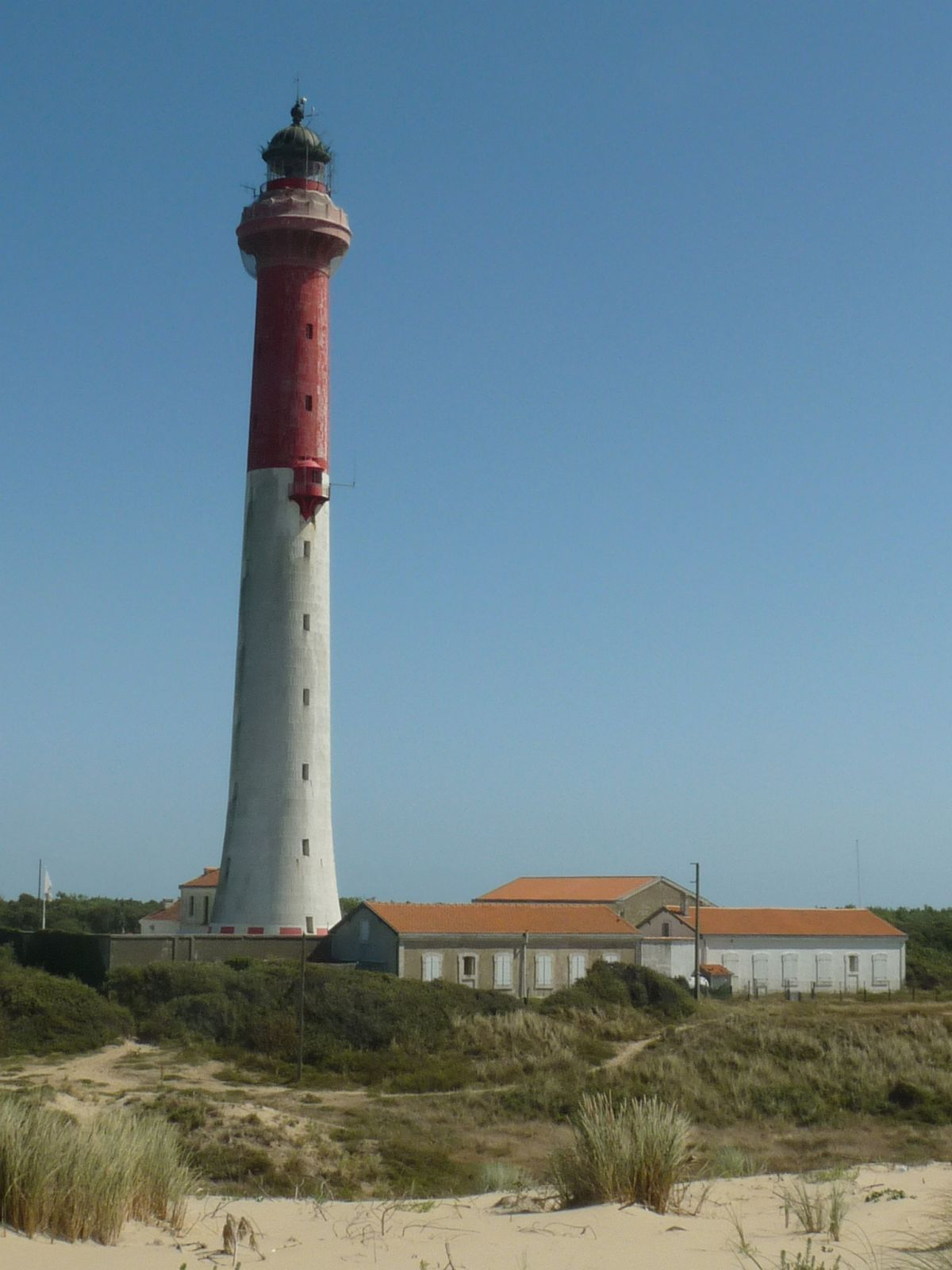
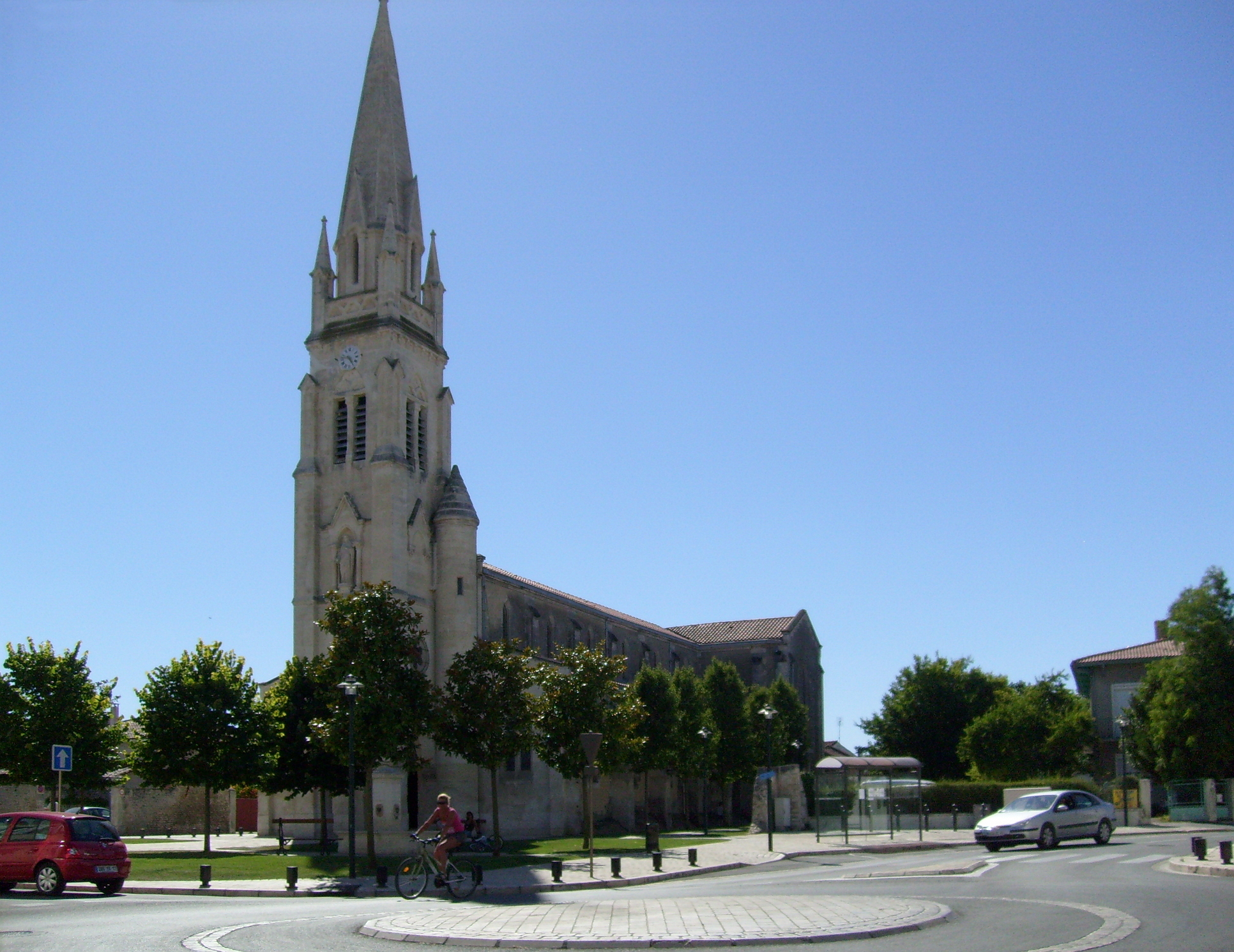
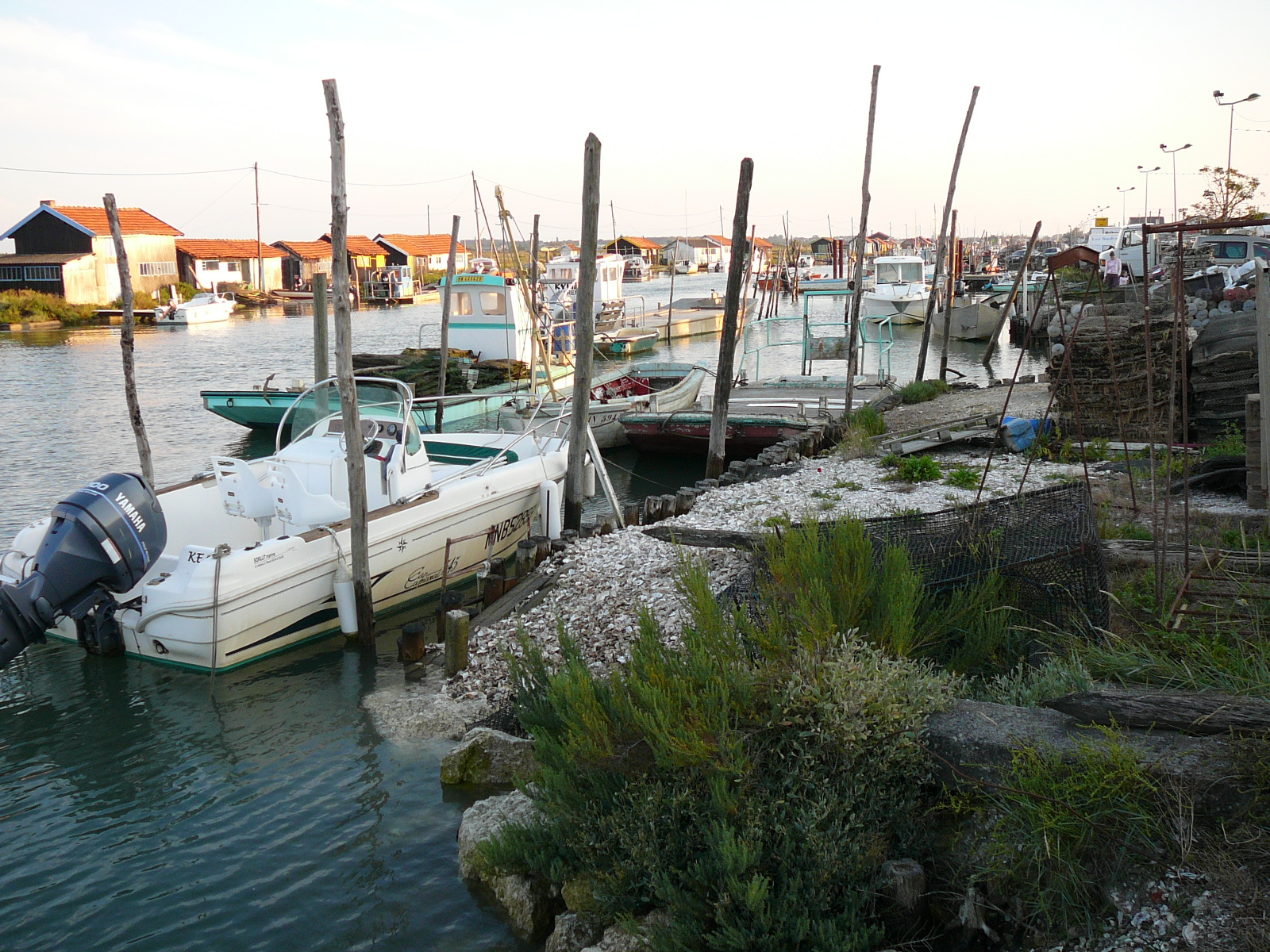
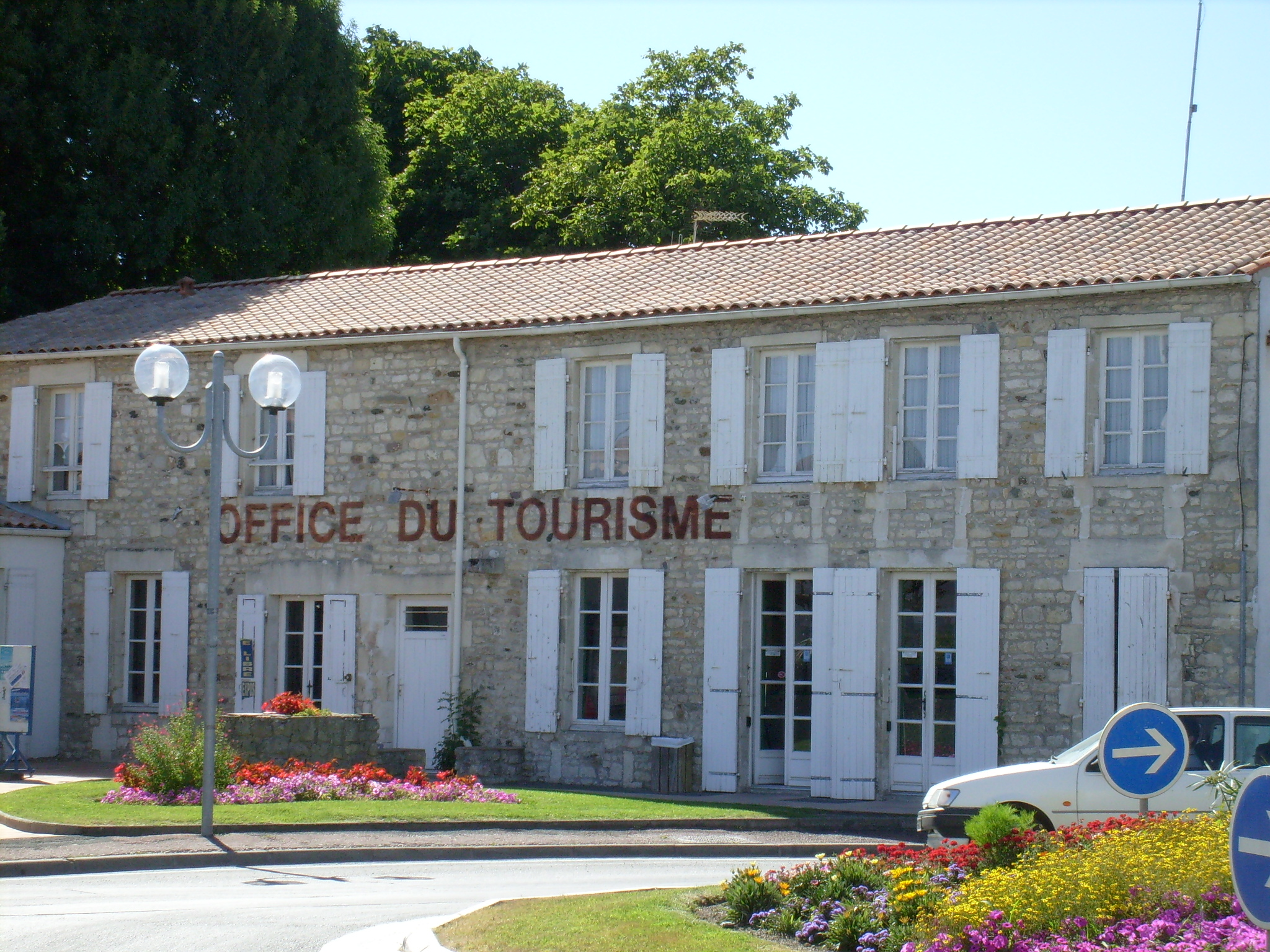